# August Schiøtt (maler)
 Der er flere personer med dette navn, se August Schiøtt.
Heinrich August Georg Schiøtt (født 17. december 1823 i Helsingør, død 25. juni 1895 i Hellebæk) var en dansk portrætmaler.
August Schiøtt var søn af toldforvalter og kammerråd Heinrich Erpecum Schiøtt og Anna Sophie Marie født Fleron. Efter sin konfirmation blev August Schiøtt sat i malerlære i København og kom nogle år derefter ind på Kunstakademiet, hvor han 1846 vandt den lille og samme år den store sølvmedalje; andre prisbelønninger opnåede han ikke. 

## Portrætmalerier
Sit første selvstændige arbejde, et barneportræt, udstillede Schiøtt 1844, to år før han afsluttede Akademiet, og derpå fulgte i næsten uafbrudt rækkefølge en mangfoldighed af portrætter, de fleste år mindst seks eller otte. I alt har han på Charlottenborg udstillet over 150 portrætter, deriblandt ikke få af kongelige og andre kendte personer, således dronning Caroline Amalie (tre gange), arveprins Ferdinand og arveprinsesse Caroline, prins Christian af Danmark senere kong Christian 9. og dennes børn, baron Carl Frederik Blixen-Finecke, gehejmeråd F.F. Tillisch, general Gerhard Christoph von Krogh, etatsråd C.A. Broberg og historiemaleren J.L. Lund. På portrættet af denne sidste – et af hans bedste arbejder – blev han i 1854 optaget som medlem af Kunstakademiet.
Schiøtt, der i 1866 blev titulær professor og 1880 Ridder af Dannebrog, var i så godt som hele den lange årrække, hvori han virkede, en af sit fædrelands mest søgte portrætmalere. Siden Jens Juels dage har næppe nogen af hans malerkolleger været yndet som han, særlig af aristokratiet og det velstående bourgeoisiet. Den lykke, han gjorde, skyldte han, ved siden af sit glatte, udpenslende foredrag og en vis harmoni i farven, sit greb på tækkelig opstilling af modellen og sin evne til at fremhæve det tiltalende hos denne, medens han ikke betonede de formelle mangler stærkere end højst nødvendigt; udpræget psykologisk sans hørte ikke til hans fremherskende evner.

## Andre emner og kunstnerlegat
Foruden portrætter malede Schiøtt også større figurkompositioner – Kong Vermund og Uffe den Spage (1850), Asger Rygs Hjemkomst (1852), Christus i Gethsemane (1860), En Fader, der frier for sin Søn; Thelemarken, solgt til Kunstforeningen 1862, En islandsk Brud, der bliver pyntet af Moderen (1866) og Hos en islandsk Bonde ved Aften i Badstuen; en Saga bliver læst (1871) – samt ikke få landskaber, af hvilke en del med østerlandske motiver.
En datter af ham, Sofie Marie Elisabeth Schiøtt, født 12. februar 1856, uddannede sig til kunstner under Vilhelmine Bang, senere på P.S. Krøyers og Laurits Tuxens malerskole og 1888-91 på Akademiets Kunstskole for Kvinder. Hun studerede også i Holland og Paris. 1888 udstillede hun landskabsmalerier på Charlottenborg. Ved datterens død blev der i 1938 oprettet et et kunstnerlegat i August Schiøtts navn som administreres af Kunstakademiet.

## Rejser
Sin første udenlandsrejse tiltrådte Schiøtt i sommeren 1850 med understøttelse fra Akademiet; han blev borte i to år, studerede først i Paris og besøgte derpå England og Italien. Senere var han i Norge og på Island og endelig i 1872-73 med Det anckerske Legat i Sydeuropa, Ægypten og Palæstina. Overalt hvor han kom frem, malede han flittigt, ikke alene studier efter levende model, men også større og mindre landskabsbilleder.

## Ægteskaber
Schiøtt var to gange gift:
1. (1850) med enke efter premierløjtnant Adolf Schultz, Betty Augusta Ultima født Søht (1820-1853), datter af praktiserende læge H.H. Søht.
2. (1855) med Mary Ann født Ogelvie (1836-1857), adoptivdatter af grosserer M.F.O. Winther.

August Schiøtt er begravet på Garnisons Kirkegård. Der findes et selvportræt fra 1849 (Frederiksborgmuseet) og fra 1879 (Kunstakademiet). Desuden en buste af Otto Evens 1891.

## Galleri
| - Portrætmalerier af August Schiøtt - Emil Aarestrup, 1847 - Søstrene Reventlow, sent i 1840'erne (Hilda og Malvina ) - Christian Julius de Meza, 1860 - Prins Christian og prinsesse Louise - Dorothea Melchior, 1855 - Frederik VII i mørkeblå uniformsjakke, 1850 |

| - Andre værker af August Schiøtt - Udenfor Den Hellige Gravs Kirke, 1873 - To kvinder og en hund på en skovsti med udsigt mod havet en sommerdag, 1878 - Rygende drenge, 1888 - Fiskere, 1888 - Et køkken, ca. 1892 - Kystparti med optrukne både, ukendt dato - Ung pige i samtale med en fisker, der bøder garn uden for et hus, ukendt dato - Parti fra en grusvej med en ældre herre, ukendt dato - Skovparti med to børn gående på en sti, ukendt dato - Skógafoss, Islands Nationalgalleri, ukendt dato |